# Drei-Freistaaten-Stein

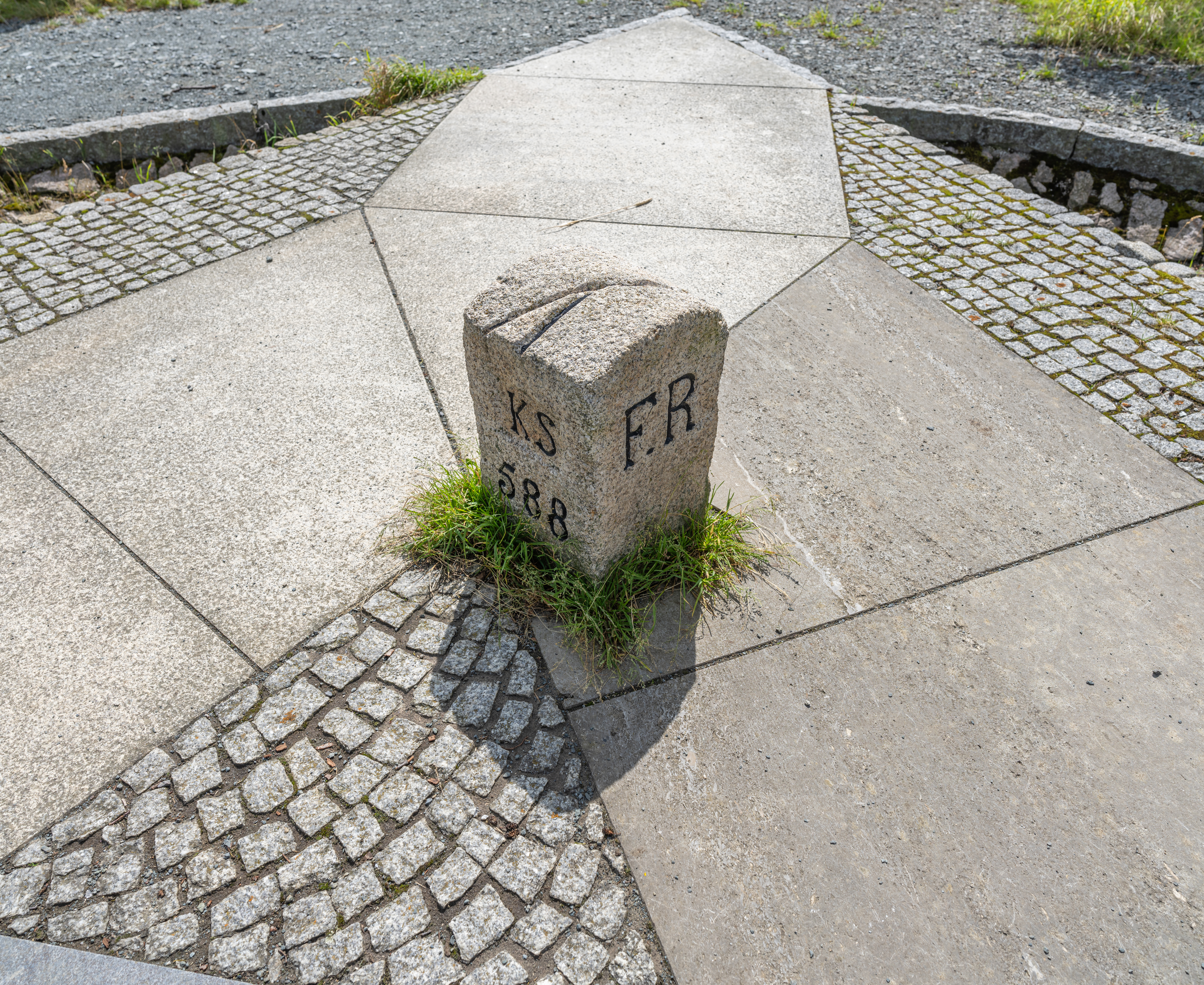
Stein mit Sicht nach Oberfranken

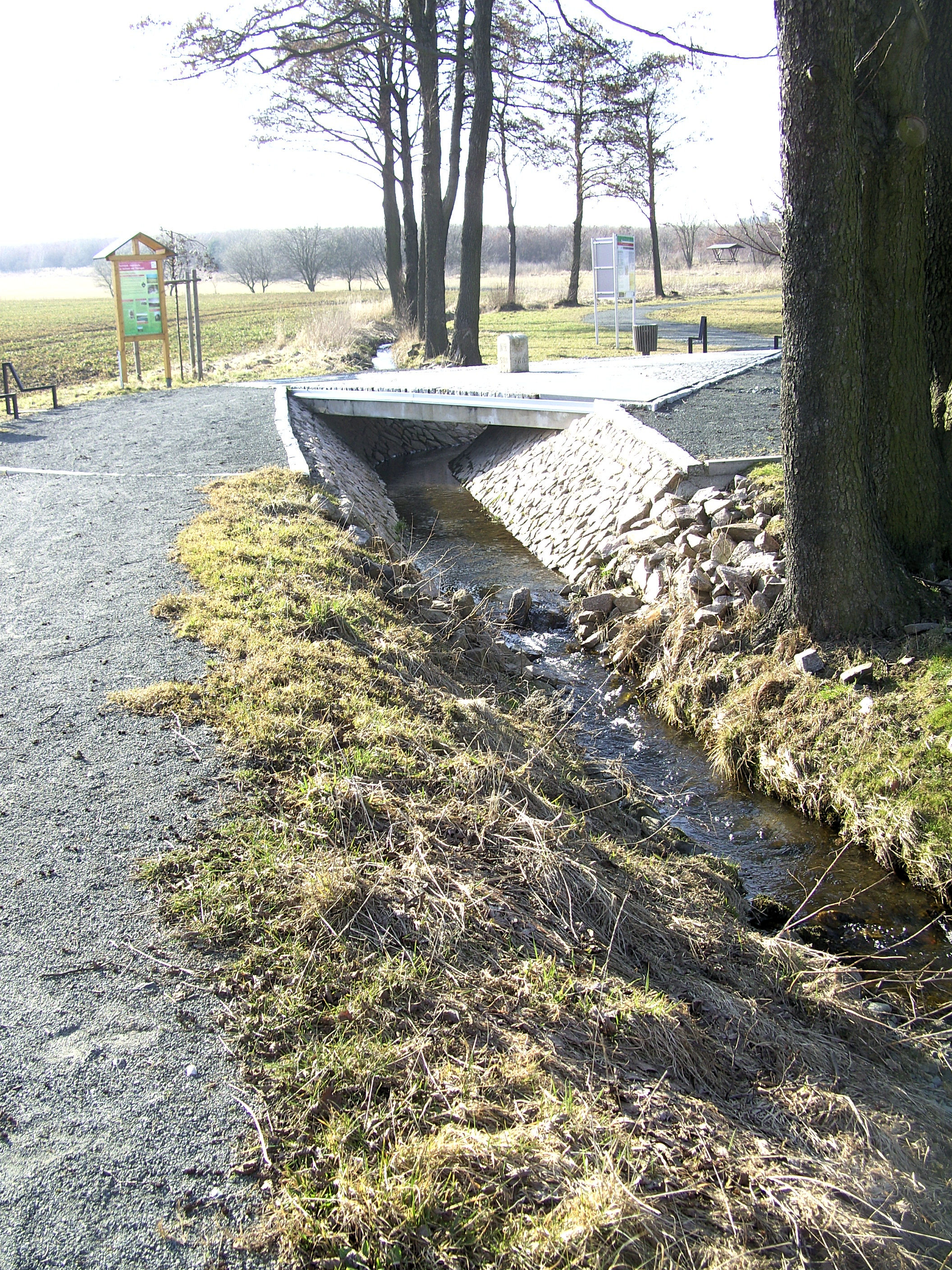
Der Drei-Freistaaten-Stein über dem Lauf des Kupferbachs

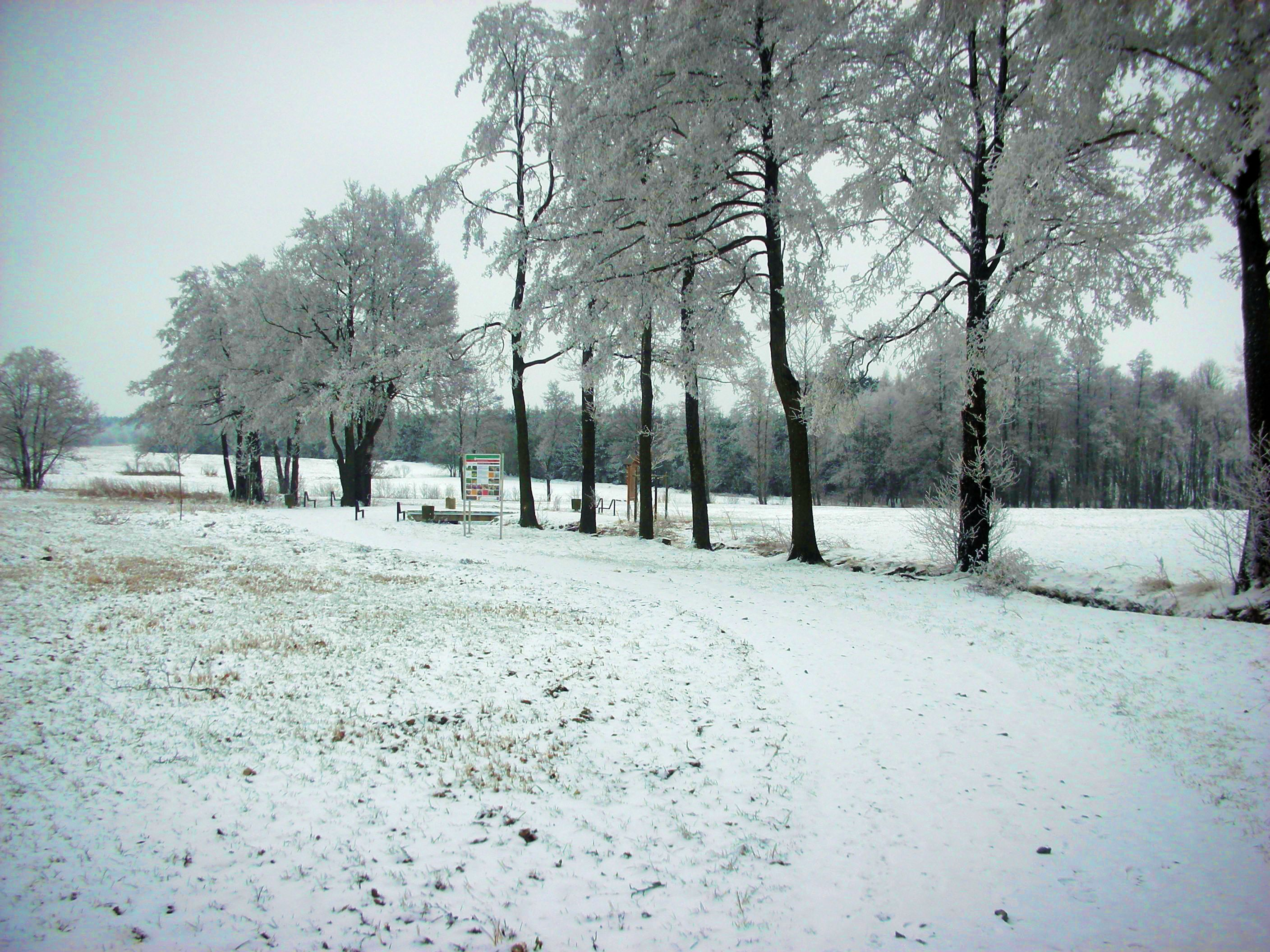
Anlage im Winter

Der Drei-Freistaaten-Stein ist der Grenzstein, der das Dreiländereck der deutschen Bundesländer Bayern, Sachsen und Thüringen markiert. Diese drei führen als einzige Bundesländer offiziell die Bezeichnung „Freistaat“.
Der Stein befindet sich an der Stelle, wo die Gemarkungen Münchenreuth (Gemeinde Feilitzsch, Landkreis Hof, Bayern), Grobau (Gemeinde Weischlitz, Vogtlandkreis, Sachsen) und Gebersreuth (Stadt Gefell, Saale-Orla-Kreis, Thüringen) zusammenstoßen. Dieser Punkt wurde durch Grenzkonvention des Königreichs Sachsen mit dem Königreich Bayern vom 13. August 1840 und mit dem Fürstentum Reuß jüngerer Linie vom 23. Oktober 1854 als Dreiländereck festgelegt, weshalb auf den Seiten des Steins die Kürzel dieser Staaten – KB, KS und FR – eingemeißelt sind. Der Verweis auf diese drei Monarchien steht im Gegensatz zur Bezeichnung Drei-Freistaaten-Stein, da der Begriff Freistaat eine veraltende Bezeichnung für Republik darstellt. Daher gilt der Widerspruch aus Namen und Inschrift als Kuriosum. 
Seit Öffnung der innerdeutschen Grenze ist er wieder von allen Seiten frei zugänglich und wurde am 11. Mai 2007 als Kulturdenkmal eingeweiht. Der Stein wurde auf eine dreieckige Platte über dem Lauf des Kupferbachs gesetzt und ist auf einem Wanderweg erreichbar. Die Standfläche ist in drei Teilflächen unterteilt, deren Natursteinbedeckung jeweils ein prägendes Baugestein der angrenzenden Regionen repräsentiert: Fichtelgebirgsgranit, Thüringer Muschelkalk und Theumaer Fruchtschiefer.

## Weitere Informationen und Medien
Weitere Informationen und Fotos und Grafiken liefern die Fotos der folgenden Informationstafeln:

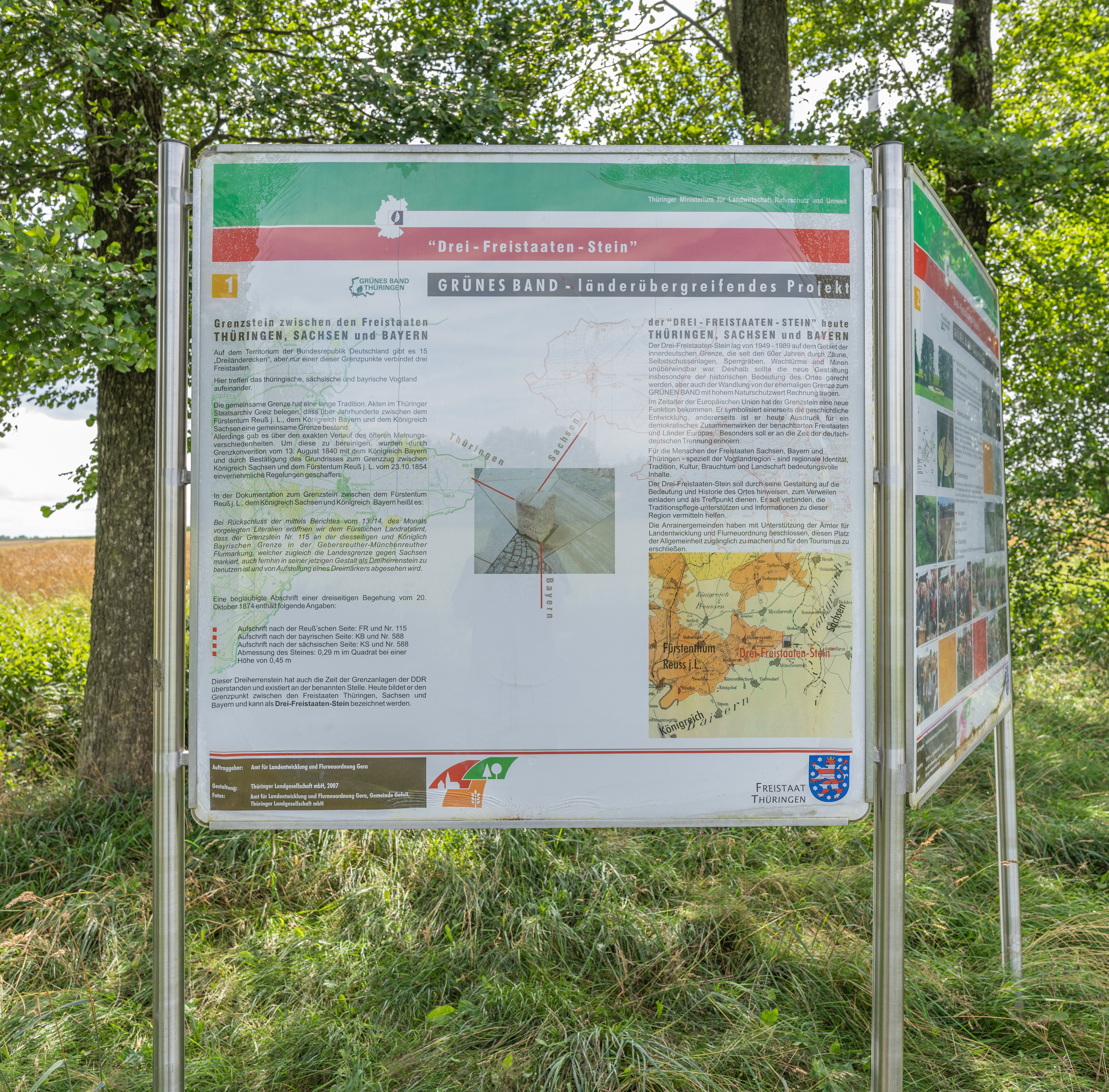
Länderübergreifendes Projekt
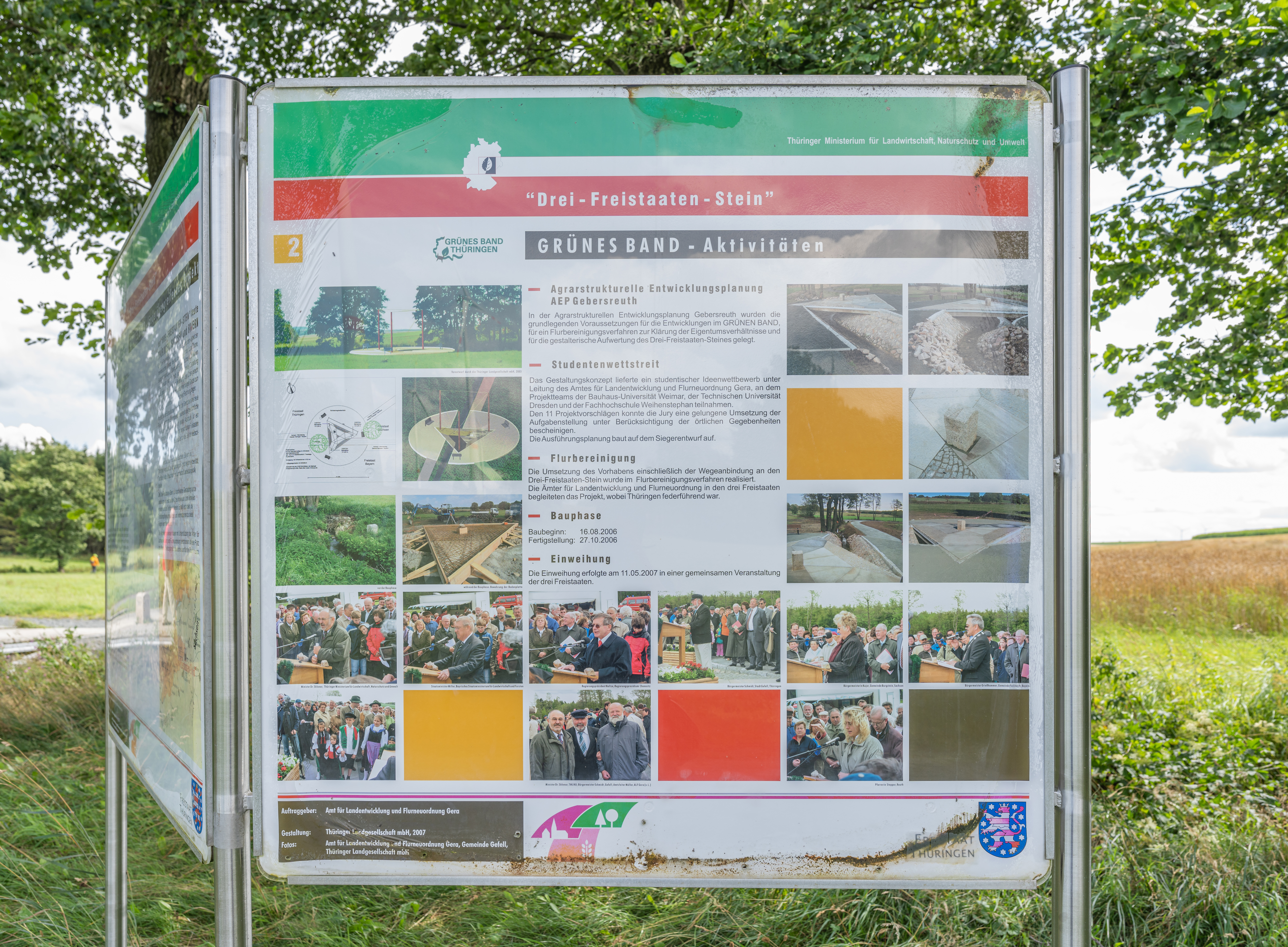
Aktivitäten